# De fyra musketörerna
De fyra musketörerna (eng: The Four Musketeers) är en brittisk-amerikansk äventyrsfilm från 1974 i regi av Richard Lester. I huvudrollerna ses Michael York, Oliver Reed, Frank Finlay, Richard Chamberlain och Raquel Welch. Filmen är en uppföljare till De tre musketörerna från 1973. Den utspelar sig i 1600-talets Frankrike. Båda filmerna spelades in samtidigt.

## Handling
D'Artagnan (Michael York) har blivit en av musketörerna. Under ett krig mellan Frankrike och La Rochelles rebeller beordrar Kardinal Richelieu (Charlton Heston) att Constance de Bonancieux (Raquel Welch) ska kidnappas.

## Rollista i urval
| Michael York        | – d'Artagnan             |
| Oliver Reed         | – Athos                  |
| Frank Finlay        | – Porthos                |
| Richard Chamberlain | – Aramis                 |
| Jean-Pierre Cassel  | – Ludvig XIII            |
| Geraldine Chaplin   | – Anna av Österrike      |
| Charlton Heston     | – Kardinal Richelieu     |
| Faye Dunaway        | – Lady de Winter         |
| Christopher Lee     | – Greve De Rochefort     |
| Simon Ward          | – Hertigen av Buckingham |
| Raquel Welch        | – Constance Bonacieux    |
| Roy Kinnear         | – Planchet               |
| Michael Gothard     | – Felton                 |